# Shell (przedsiębiorstwo)
Shell plc (wym. [ʃɛl], wcześniej Royal Dutch Shell plc) – brytyjski koncern petrochemiczny, zajmujący się głównie wydobywaniem gazu ziemnego i ropy naftowej oraz ich przesyłem, przetwórstwem, dystrybucją i sprzedażą.

## Historia
Początek przedsiębiorstwa datuje się na rok 1890, kiedy to wspierany przez króla holenderskiego – Wilhelma II Royal Dutch Petroleum Company zbudował swoją pierwszą platformę wydobywczą na Sumatrze. Współcześnie koncern Shell wraz z ExxonMobil uchodzą za największe w swojej branży.
Badania z 2019 roku pokazują, że Royal Dutch Shell, z emisjami 31,95 miliarda ton ekwiwalentu CO
2 od 1965 roku, był firmą z siódmą pod względem wielkości emisją na świecie w tym okresie.
Przychody koncernu na poziomie 355 miliardów dolarów w 2007 roku to drugi wynik na świecie po ExxonMobil (365 miliardów dolarów). W 2008 w związku z kryzysem gospodarczym przychody koncernu znacząco spadły, a nowy prezes (Peter Voser, który objął stanowisko 1 lipca 2009) zapowiedział wprowadzenie programu restrukturyzacyjnego polegającego m.in. na ograniczeniu zatrudnienia o ok. 10 tys. osób.
Według badania waszyngtońskiej organizacji Good Jobs First koncern Shell otrzymał ok. 2 mld dolarów dotacji z programów federalnych i stanowych w okresie 2010–2013 – co uplasowało go wśród 10 najbardziej dotowanych przedsiębiorstw w USA.
Od początku istnienia przedsiębiorstwa logotypem firmy jest stylizowana muszla małża, a nazwa angielska również nawiązuje do muszli (słowo shell oznacza „muszla”), gdyż założyciel firmy Marcus Samuel w 1833 r. otworzył w Londynie sklep z antykami i orientalnymi muszlami.

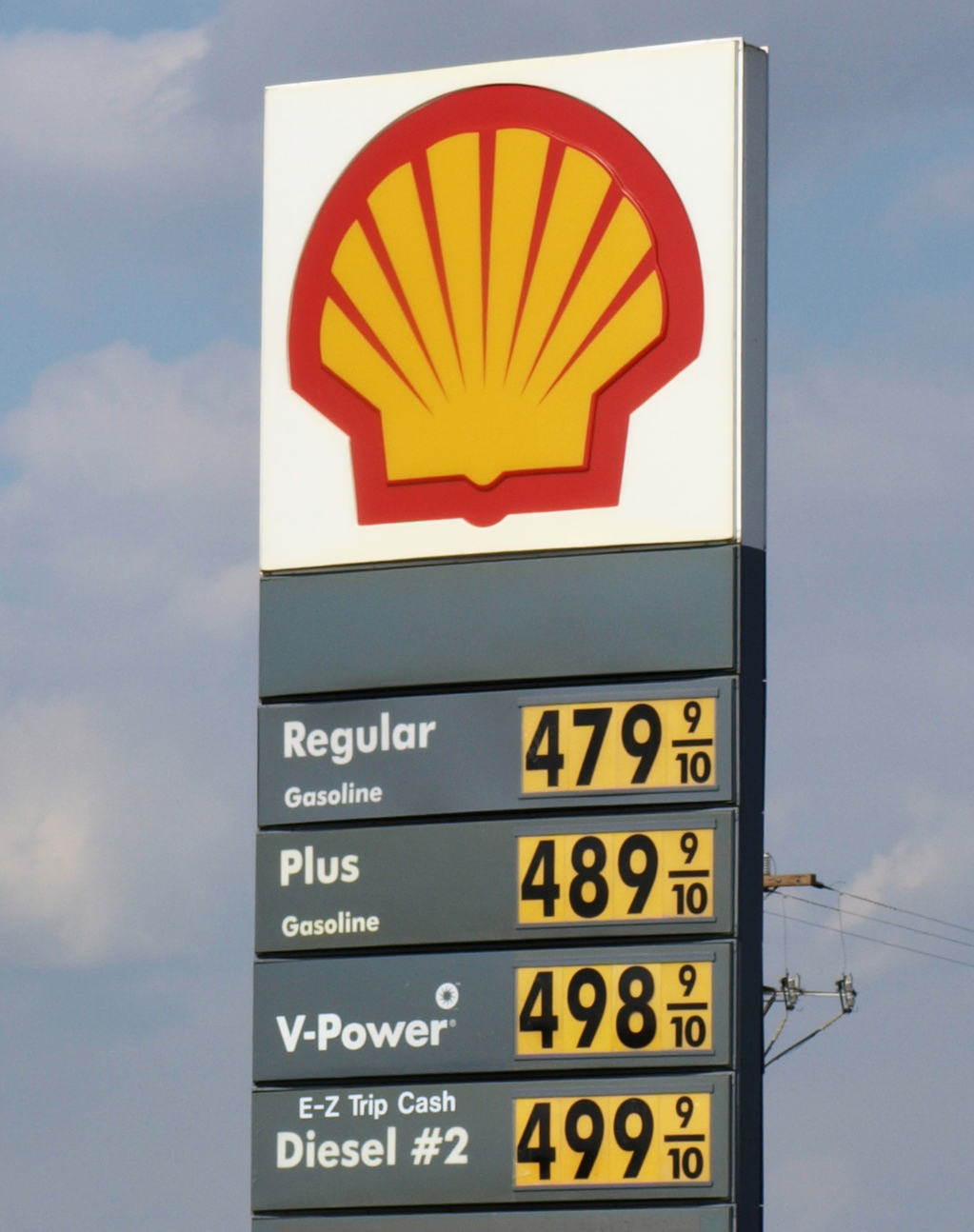
Logo firmy Shell

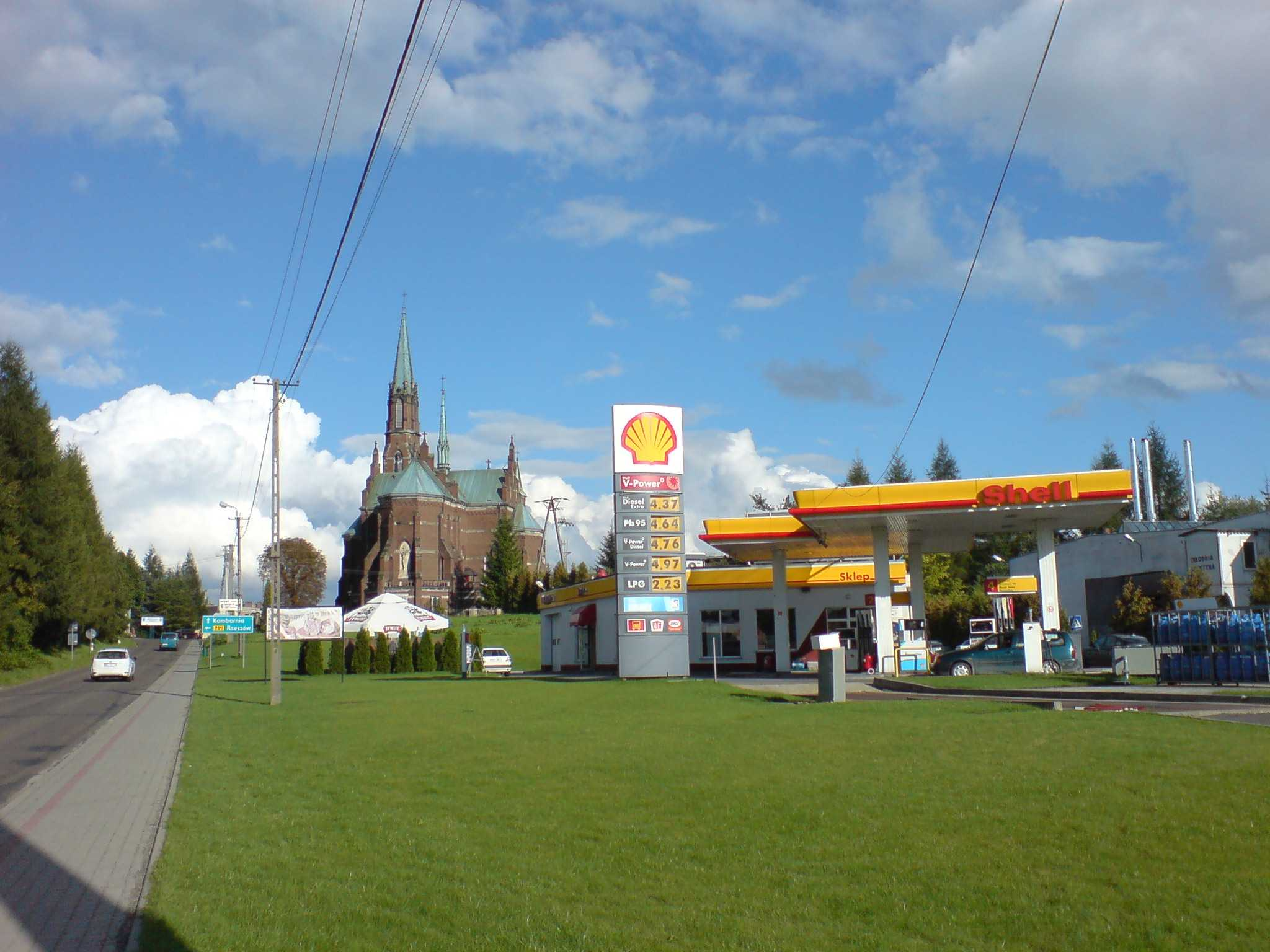
Stacja paliw Shell

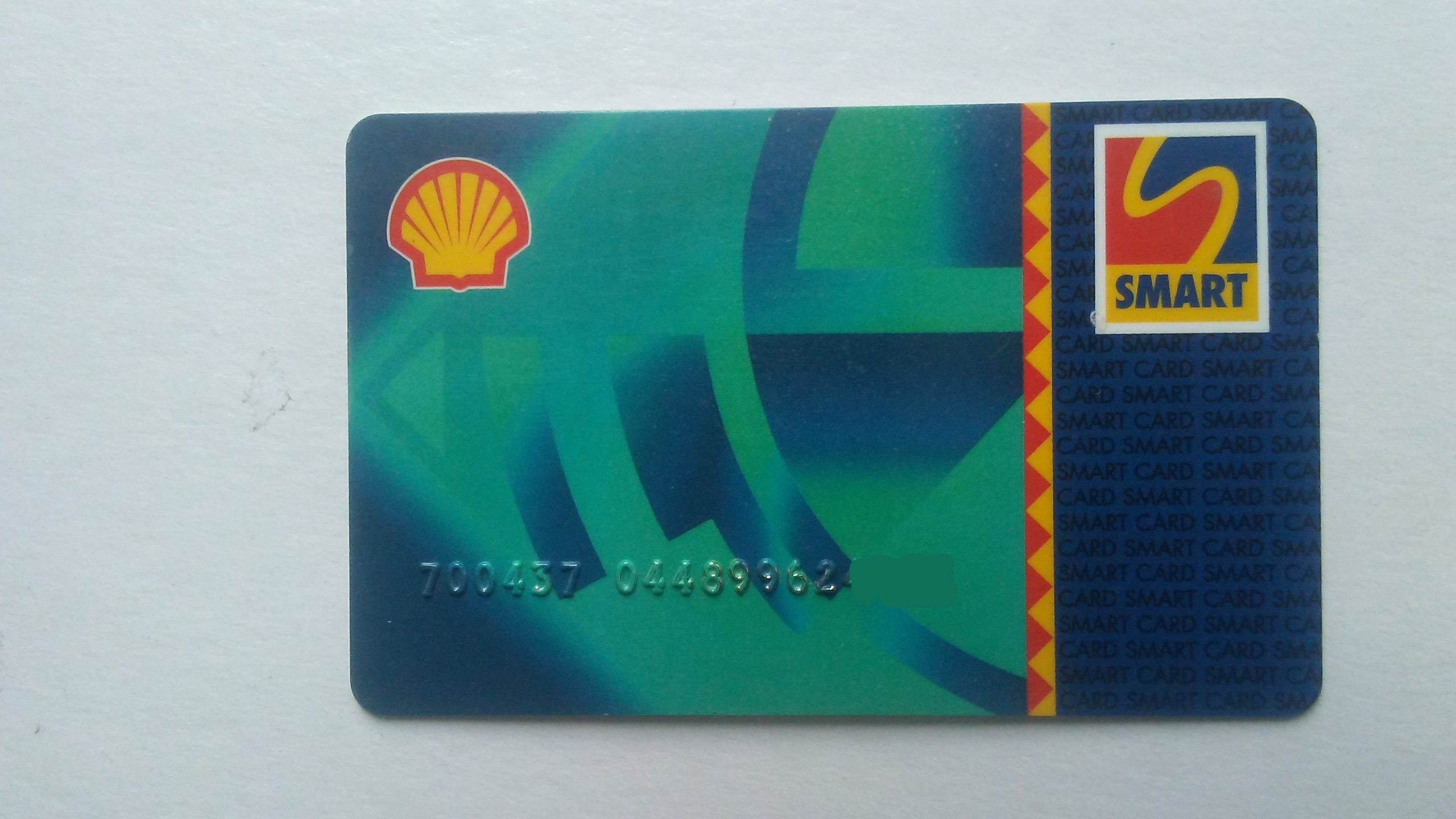
Karta programu lojalnościowego Shell w Polsce – Smart

### Działalność na rzeczIII Rzeszy
W maju i czerwcu 1933 roku niemiecka spółka zależna Shella Rhenania-Ossag zwolniła wszystkich członków zarządu, którzy byli Żydami.
Po wybuchu II wojny światowej Shell „w praktyce podzielił się na korporację aliancką i korporację Osi”. Stojąca po nazistowskiej stronie odnoga Shella pod nazwą Rhenania-Ossag „natychmiast opowiedziała się za [nazistowskim] rządem” i odegrała kluczową rolę dla gospodarki Niemiec lat 30.: najszybciej rosnącego rynku w Europie, zwłaszcza jeśli chodzi o paliwo lotnicze. „Shell i inne przedsiębiorstwa przystosowały się do wymogów rządu NSDAP. Gdy w 1940 roku Niemcy zaatakowały Wielką Brytanię, koncern w praktyce podzielił się na korporację aliancką i korporację Osi. Obu stronom konfliktu sprzedawał paliwo”. Po inwazji Niemiec na Holandię, nad główną siedzibą Shella w Hadze powiewała swastyka.

## Krytyka
Firmie zarzuca się finansowanie wojen domowych, handel bronią, współpracę z reżimami wojskowymi oraz niszczenie środowiska naturalnego.
W 1995 roku organizacja Greenpeace powstrzymała koncern przed zatopieniem platformy naftowej „Brent Spar” w Morzu Północnym. Organizacja zorganizowała głośną kampanię informacyjną, która doprowadziła do bojkotu stacji Shella przez wielu kierowców i zmusiła firmę do zmiany planów, co pozwoliło uniknąć katastrofy ekologicznej.
W Nigerii, w której koncern zajmuje się wydobyciem ropy naftowej, za rządów Sani Abachy reżim wojskowy skazał na śmierć dziewięciu członków ludu Ogoni (m.in. Kena Saro-Wiwę). Ludność Ogoni od lat protestowała przeciw dewastacji środowiska spowodowanej przez takie firmy jak Shell, Elf, Agip, Mobil i Chevron w delcie rzeki Niger. Organizacje działające na rzecz praw człowieka zarzucają Shellowi współudział w egzekucji.
W 2003 roku nigeryjski sąd przyznał poszkodowanym przez koncern odszkodowanie w wysokości 1,9 mln euro za wycieki ropy, które przed laty zniszczyły ich podstawy egzystencji. W końcu 2009 roku Amnesty International przeprowadziło akcję „Oczyść Deltę Nigru” przeciwko koncernowi.
Shell należy do grona firm, które osiągnęły duże zyski poprzez wynik w wojnie w Iraku – koncern otrzymał tam licencję na wydobycie.

### Arktyka
W dniu 16 marca 2012 r. 52 działaczy Greenpeace z pięciu różnych krajów weszło na pokład Fennica i Nordica, wielozadaniowych lodołamaczy wynajętych w celu wsparcia platform wiertniczych Shella w pobliżu Alaski. Mniej więcej w tym samym czasie reporter magazynu Fortune rozmawiał z Edwardem Ittą, liderem Inupiatów i byłym burmistrzem okręgu North Slope, który wyraził mieszane uczucia w związku z planami Shella wydobycia ropy w Arktyce. Itta wyraził obawy, że wyciek ropy mógłby zniszczyć kulturę łowiecką i rybacką Inupiatów. Choć równocześnie jego okręg otrzymywał również duże wpływy z podatków z produkcji ropy i gazu; dodatkowo, dalsze dochody z działalności energetycznej uznano za kluczowe dla zachowania dobrobytu jego społeczności.
W lipcu 2012 roku aktywiści Greenpeace zamknęli 53 stacje benzynowe Shella w Edynburgu i Londynie w proteście przeciwko planowanym przez firmę odwiertom ropy w Arktyce. Kampania Greenpeace „Ocalić Arktykę” ma na celu zapobieganie odwiertom ropy naftowej i rybołówstwu przemysłowemu w Arktyce, poprzez ustanowienie niezamieszkanego obszaru wokół bieguna północnego globalnym sanktuarium.

### Wycieki ropy
- Shell był odpowiedzialny za wyciek ropy spowodowany pęknięciem rurociągu w pobliżu Tracy w Kalifornii w maju 2016 r. W wyniku wycieku do otoczenia przedostało się około 80 000 litrów ropy.
- Shell był odpowiedzialny za wyciek ponad 330 000 litrów ropy naftowej w Zatoce Meksykańskiej w maju 2016 r.
- Dwa pęknięcia w rurociągu Shell Oil Co. w Altamont w Kalifornii, jedno we wrześniu 2015 r., a drugie w maju 2016 r., wzbudziły wątpliwości co do nadzoru Stanowego Dowódcy Straży Pożarnej nad infrastrukturą.

### Afera Paradise Papers
5 listopada 2017 r. Paradise Papers, zbiór poufnych dokumentów elektronicznych dotyczących inwestycji morskich, ujawnił, że argentyński minister energetyki Juan José Aranguren zarządzał spółkami offshore „Shell Western Supply and Trading Limited” oraz „Sol Antilles y Guianas. Limited”, obie spółki zależne Shell. Jedna z nich była głównym oferentem na zakup oleju napędowego przez rząd za pośrednictwem państwowej spółki CAMMESA (Compañía Administradora del Mercado Mayorista Eléctrico).

### Nigeryjskie afery korupcyjne
Royal Dutch Shell i włoska Eni staną przed sądem we Włoszech w związku z zarzutami korupcji przy zakupie w 2011 r. dużego morskiego pola naftowego w Nigerii, znanego jako OPL 245. Shell i Eni podobno zapłaciły łapówki w wysokości 1,3 miliarda dolarów. Według Barnaby’ego Pace’a z grupy wyborczej Global Witness: „Ten proces powinien być sygnałem ostrzegawczym dla przemysłu naftowego. Niektórym z najwyższych rangą kierowników dwóch największych firm na świecie grozi kara więzienia za umowę zawartą pod ich nadzorem.”
W marcu 2018 roku Royal Dutch Shell złożył skargę karną przeciwko Peterowi Robinsonowi, byłemu wiceprezydentowi ds. Afryki Subsaharyjskiej. Shell powiedział, że te dwa przypadki nie były ze sobą powiązane.

### Wojna w Omanie w 1954 r.
W 1937 r. Iraq Petroleum Company (IPC), należąca w 23,75% do Royal Dutch Shell, podpisała umowę koncesji na ropę z sułtanem Maskatu. W 1952 roku IPC zaoferowało wsparcie finansowe w celu zebrania sił zbrojnych, które pomogłyby sułtanowi w zajęciu wewnętrznego regionu Omanu, obszaru, który geolodzy uważali za bogaty w ropę. Doprowadziło to do wybuchu wojny Jebel Akhdar w Omanie w 1954 roku, która trwała ponad 5 lat.

### Wpływ na klimat
5 kwietnia 2019 roku Friends of the Earth Netherlands (Milieudefensie) wraz z sześcioma innymi organizacjami pozarządowymi i ponad 17 000 obywateli pozwało Shell, oskarżając firmę o niszczenie klimatu i ukrywanie informacji o globalnym ociepleniu od 1986 roku. Ponadto Corporate Europe Observatory określił promowanie przez firmę Shell „rozwiązań opartych na naturze” mianem „ekościemy” (greenwashing).

## Ewolucja logo

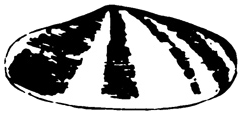
1900
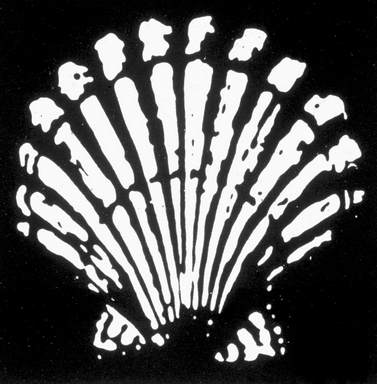
1904
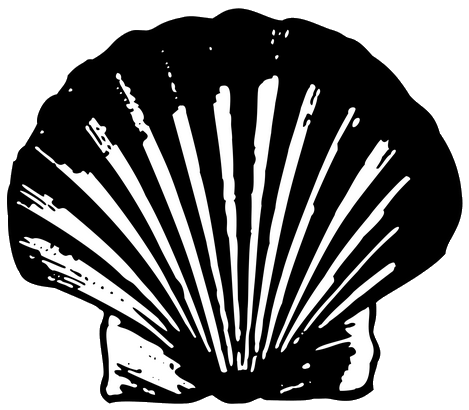
1909
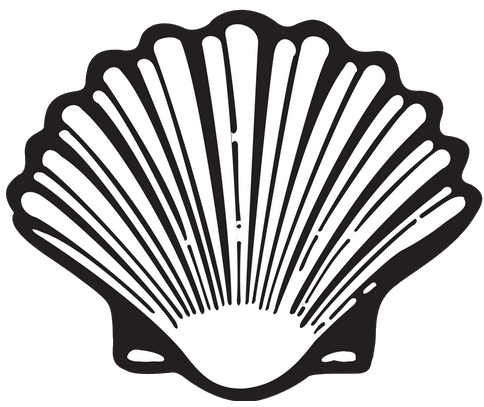
1930